# Orania (botanica)
Orania Zipp., 1829 è un genere di palme della sottofamiglia Arecoideae. È l'unico genere della tribù Oranieae.

## Tassonomia
Il genere comprende le seguenti specie:
- Orania archboldiana Burret
- Orania bakeri A.P.Keim & J.Dransf.
- Orania dafonsoroensis A.P.Keim & J.Dransf.
- Orania decipiens Becc.
- Orania deflexa A.P.Keim & J.Dransf.
- Orania disticha Burret
- Orania ferruginea A.P.Keim & J.Dransf.
- Orania gagavu Essig
- Orania glauca Essig
- Orania grandiflora A.P.Keim & J.Dransf.
- Orania lauterbachiana Becc.
- Orania littoralis A.P.Keim & J.Dransf.
- Orania longisquama (Jum.) J.Dransf. & N.W.Uhl
- Orania longistaminodia A.P.Keim & J.Dransf.
- Orania macropetala K.Schum. & Lauterb.
- Orania micrantha Becc.
- Orania oreophila Essig
- Orania palindan (Blanco) Merr.
- Orania paraguanensis Becc.
- Orania parva Essig
- Orania ravaka Beentje
- Orania regalis Zipp.
- Orania sibuyanensis (Becc.) Adorador & Fernando
- Orania subdisticha A.P.Keim & J.Dransf.
- Orania sylvicola (Griff.) H.E.Moore
- Orania tabubilensis A.P.Keim & J.Dransf.
- Orania timikae A.P.Keim & J.Dransf.
- Orania trispatha (J.Dransf. & N.W.Uhl) Beentje & J.Dransf.
- Orania zheae Adorador & Fernando
- Orania zonae A.P.Keim & J.Dransf.